# پری‌شاهرخ طوق‌خاکستری
پری‌شاهرخ طوق‌خاکستری (نام علمی: Oriolus forsteni) نام یک گونه از سرده پری‌شاهرخ است.